# 花蓮縣壽豐鄉溪口國民小學
花蓮縣壽豐鄉溪口國民小學（英語：Xikou Elementary School），簡稱溪口國小，是位於花蓮縣壽豐鄉溪口村溪口路87號的縣立國民小學，成立於1951年8月。近年花蓮縣人口陸續外移及受少子化的影響，2020年8月，溪口國小入學新生人數為零，全校僅五個班級。作為鄉村小學，附設生態農場為該校特色。

## 沿革
- 1947年8月，豐裡國民學校溪口分校成立。
- 1951年8月，奉准獨立建校為花蓮縣壽豐鄉溪口國民學校[7]。
- 1968年8月，九年國民教育實施，改制國民小學迄今。

## 歷任校長
- 陳原紅：1951年（民國40年）2月
- 彭望齡：1952年（民國41年）9月
- 藍懋初：1955年（民國44年）8月
- 吳長禮：1957年（民國46年）5月
- 連作人：1966年（民國55年）12月
- 黃玉錢：1971年（民國60年）9月
- 黃招德：1979年（民國68年）8月
- 石光宗：1985年（民國74年）8月
- 林先華：1990年（民國79年）2月
- 張居聰：1992年（民國81年）7月
- 黃正榮：1994年（民國83年）3月（代理）
- 曾振順：1994年（民國83年）8月
- 饒忠：1998年（民國87年）2月[8]
- 張貴隆：2001年（民國90年）2月
- 譚宇隆：2008年（民國97年）8月
- 薛明仁：2011年（民國100年）8月[9]
- 吳昌葦：2014年（民國103年）8月
- 蕭文乾：2020年（民國109年）8月

## 外部連結
- 花蓮縣壽豐鄉溪口國民小學官網 （页面存档备份，存于）
- 花蓮縣壽豐鄉溪口國民小學的Facebook專頁